# Micropsectra roseiventris
Micropsectra roseiventris är en tvåvingeart som först beskrevs av Jean-Jacques Kieffer 1909.  Micropsectra roseiventris ingår i släktet Micropsectra och familjen fjädermyggor. Arten är reproducerande i Sverige. Inga underarter finns listade i Catalogue of Life.